# Gesnes-le-Gandelin
Gesnes-le-Gandelin település Franciaországban, Sarthe megyében. Lakosainak száma 889 fő (2022. január 1.). Gesnes-le-Gandelin Héloup, Moulins-le-Carbonnel, Bérus, Fyé, Oisseau-le-Petit, Assé-le-Boisne és Saint-Victeur községekkel határos.

## Népesség
A település népességének változása:
| Lakosok száma | 968  | 963  | 992  | 963  | 943  | 923  | 903  | 895  | 889  |
|               | 2013 | 2015 | 2016 | 2017 | 2018 | 2019 | 2020 | 2021 | 2022 |